# Grupo B de la Liga de Campeones de la Concacaf 2015-16
El grupo B de la Liga de Campeones de la Concacaf 2015-16 es uno de los ocho grupos en los que se divide el campeonato. Cada grupo está conformado por tres equipos, sin que se repitan conjuntos de la misma nación. Este grupo está conformado por Herediano de Costa Rica, Tigres de México e Isidro Metapán de El Salvador. Califica a cuartos de final el primer lugar del grupo.

## Participantes
| Bandera de Costa Rica | Bandera de México | Bandera de El Salvador |
| Herediano             | Tigres            | Isidro Metapán         |
| --------------------- | ----------------- | ---------------------- |

## Estadios
|                                                                                              | |                                                                                                  |  |
|                                                                                              | |                                                                                                  |  |
| Estadio Eladio Rosabal Cordero Ciudad: Heredia Capacidad: 8 700 espectadores Club: Herediano | Estadio Universitario Ciudad: San Nicolás de los Garza Capacidad: 42 000 espectadores Club: Tigres | Estadio Jorge "Calero" Suárez Ciudad: Metapán Capacidad: 9 000 espectadores Club: Isidro Metapán |  |

## Tabla de posiciones
| Equipo         | Pts | PJ | PG | PE | PP | GF | GC | Dif |
| -------------- | --- | -- | -- | -- | -- | -- | -- | --- |
| Tigres         | 8   | 4  | 2  | 2  | 0  | 5  | 3  | +2  |
| Herediano      | 5   | 4  | 1  | 2  | 1  | 4  | 3  | +1  |
| Isidro Metapán | 3   | 4  | 1  | 0  | 3  | 4  | 7  | -3  |

| \| Fecha \| Lugar \| Local \| Resultado \| Visitante \| \| ------------------------ \| ------------------------ \| -------------- \| --------- \| -------------- \| \| 6 de agosto de 2015 \| Heredia \| Herediano \| 3 – 0 \| Isidro Metapán \| \| 18 de agosto de 2015 \| San Nicolás de los Garza \| Tigres \| 2 – 1 \| Isidro Metapán \| \| 26 de agosto de 2015 \| Heredia \| Herediano \| 1 – 1 \| Tigres \| \| 17 de septiembre de 2015 \| Metapán \| Isidro Metapán \| 2 – 0 \| Herediano \| \| 24 de septiembre de 2015 \| Metapán \| Isidro Metapán \| 1 – 2 \| Tigres \| \| 21 de octubre de 2015 \| San Nicolás de los Garza \| Tigres \| 0 – 0 \| Herediano \| |                          |                |           |                |
| Fecha | Lugar                    | Local          | Resultado | Visitante      |
| 6 de agosto de 2015 | Heredia                  | Herediano      | 3 – 0     | Isidro Metapán |
| 18 de agosto de 2015 | San Nicolás de los Garza | Tigres         | 2 – 1     | Isidro Metapán |
| 26 de agosto de 2015 | Heredia                  | Herediano      | 1 – 1     | Tigres         |
| 17 de septiembre de 2015 | Metapán                  | Isidro Metapán | 2 – 0     | Herediano      |
| 24 de septiembre de 2015 | Metapán                  | Isidro Metapán | 1 – 2     | Tigres         |
| 21 de octubre de 2015 | San Nicolás de los Garza | Tigres         | 0 – 0     | Herediano      |